# Aspidomorphus muelleri
Aspidomorphus muelleri е вид змия от семейство Elapidae. Видът не е застрашен от изчезване.

## Разпространение
Разпространен е в Индонезия и Папуа Нова Гвинея (Бисмарк).